# Coelotes satoi
Coelotes satoi är en spindelart som beskrevs av Nishikawa 2003. Coelotes satoi ingår i släktet Coelotes och familjen mörkerspindlar. Inga underarter finns listade i Catalogue of Life.